# Mikel Artetxe

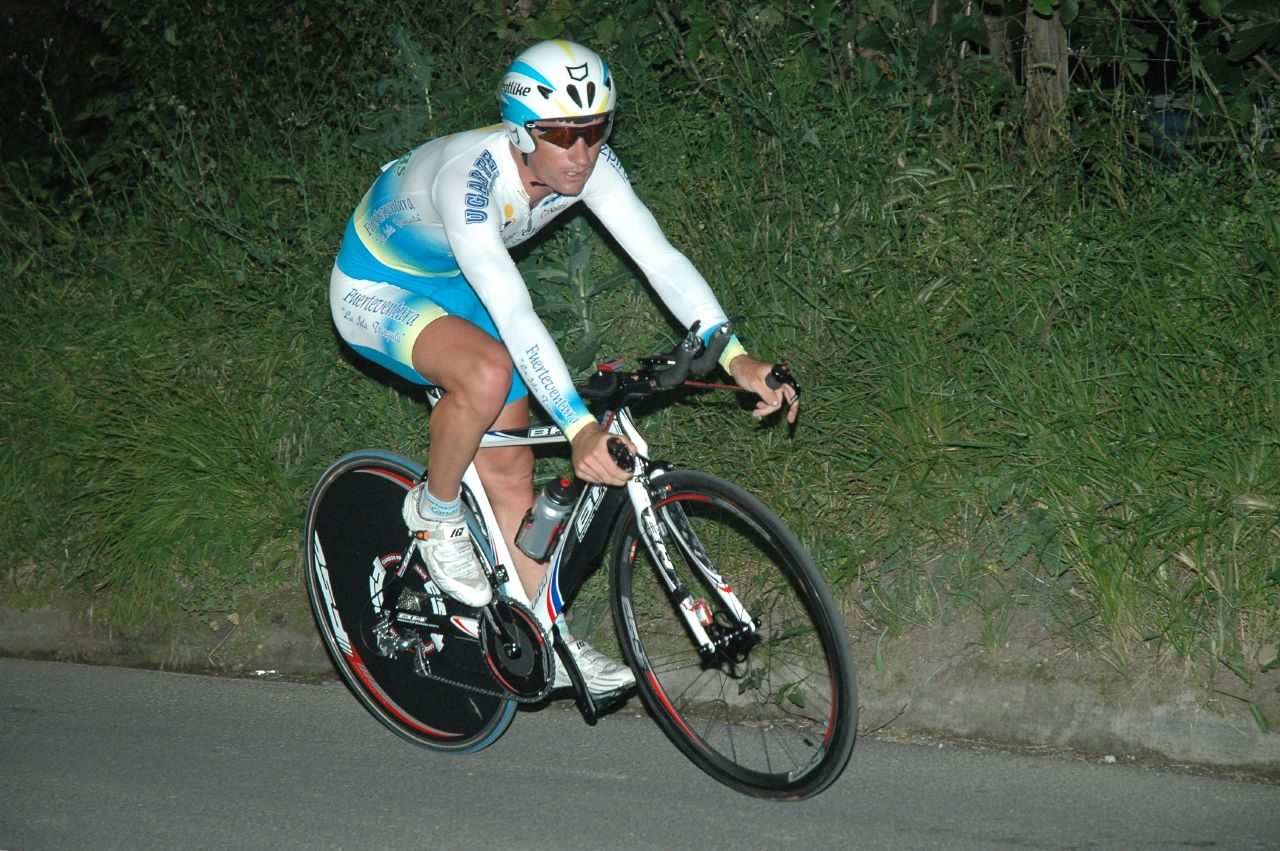
Mikel Artetxe bei der Euskal Bizikleta 2007

Mikel Artetxe Gezuraga (* 24. September 1976 in Larrabetzu) ist ein ehemaliger spanischer Radrennfahrer.
Mikel Artetxe begann seine Radsport-Karriere als Cyclocrossfahrer, 1997 und 1998 wurde er spanischer Meister (U23) in dieser Disziplin. 1999 erhielt er einen Vertrag bei dem baskischen Radsport-Team Euskaltel-Euskadi. Seinen ersten Erfolg im Straßenradsport feierte er im Jahr 2000, als er zwei Etappen und die Gesamtwertung beim Grande Prémio Jornal de Notícias für sich entschied. 2001 gewann er eine Etappe bei der Ruta del Sol und im darauffolgenden Jahr eine bei der Grande Prémio Internacional de Torres Vedras. Bei seinem einzigen Tour-de-France-Start 2003 belegte er in der Gesamtwertung Platz 80. Ab 2006 fuhr Artetxe bei dem spanischen Professional Continental Team 3 Molinos Resort. Er gewann in seinem ersten Jahr dort eine Etappe bei der Vuelta a Asturias, 2007 beendete er seine Laufbahn bei Fuerteventura-Canarias.

## Erfolge
2001
- eine Etappe Ruta del Sol

2002
- eine Etappe Grande Prémio Internacional de Torres Vedras

2006
- eine Etappe Vuelta a Asturias

## Teams
- 1999–2005 Euskaltel-Euskadi
- 2006 3 Molinos Resort
- 2007 Fuerteventura-Canarias